# 亘古常在者 (布莱克)

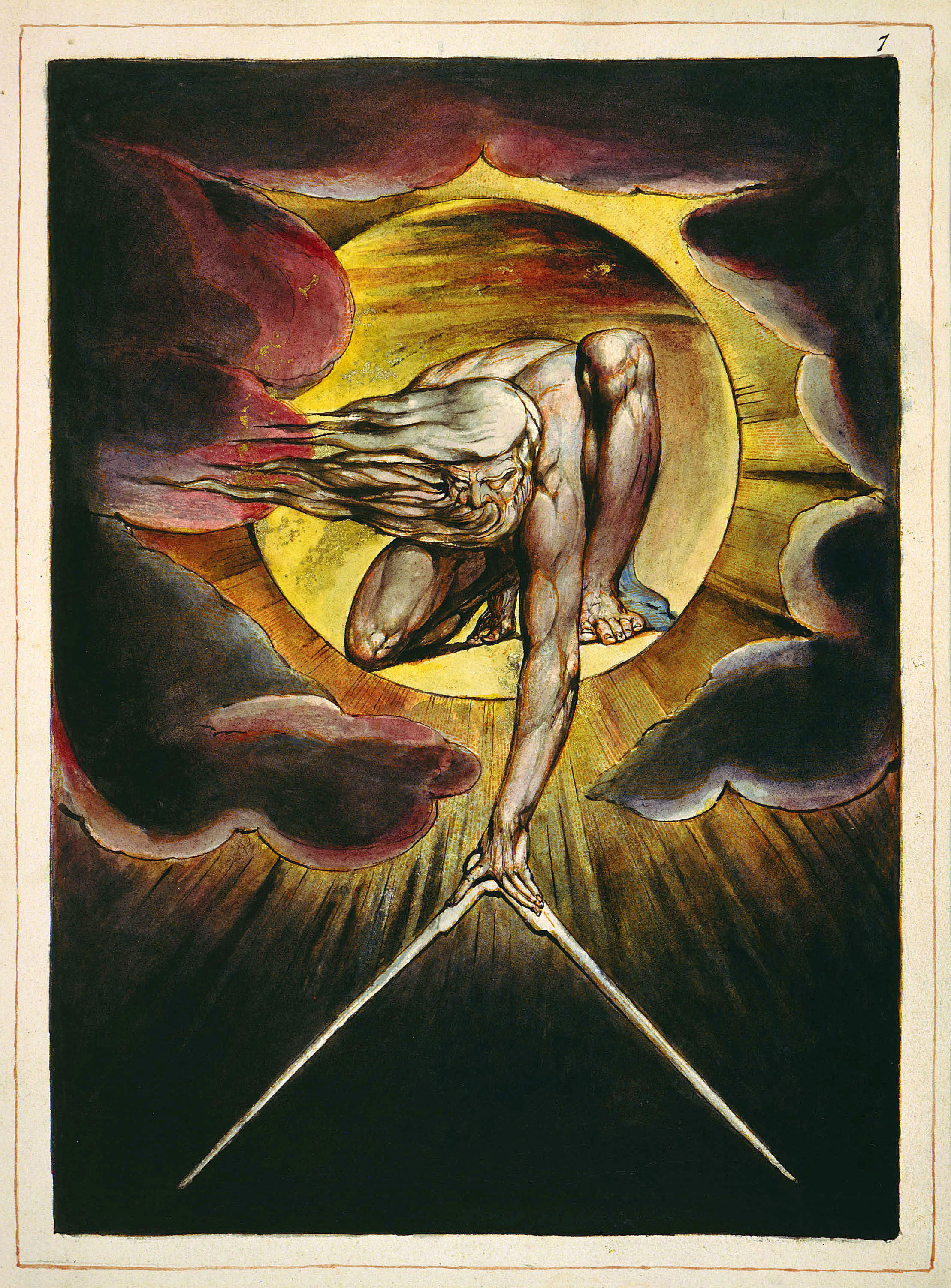
副本K

《亘古常在者》（The Ancient of Days）是由威廉·布莱克设计，最初作为1794年出版作品《欧洲预言》（Europe a Prophecy）的卷首插图。其名称取自《但以理书》中上帝的一个称谓。画作描绘神蜷缩在云状背景的圆形图案中，伸出的手中拿着指南针，下方是黑暗。布莱克相关的画作还有《牛顿》, 完成于第二年。正如亚历山大·吉尔克里斯特在1863年的著作《威廉·布莱克的一生》中所指出的，“《亘古常在者》是布莱克特别喜爱的作品，对他来说，复制总是一件快乐的事”。 因此，现存的作品有很多版本，其中一幅是在布莱克去世前几周，为弗雷德里克·塔瑟姆完成。
目前已知现存的《欧洲预言》有13个副本。由于每一次印刷的生产过程中布莱克使用手工着色，所以每一幅插图都有其独特的品质。以下的《亘古常在者》副本图片是由数字存档项目威廉·布莱克档案馆提供：

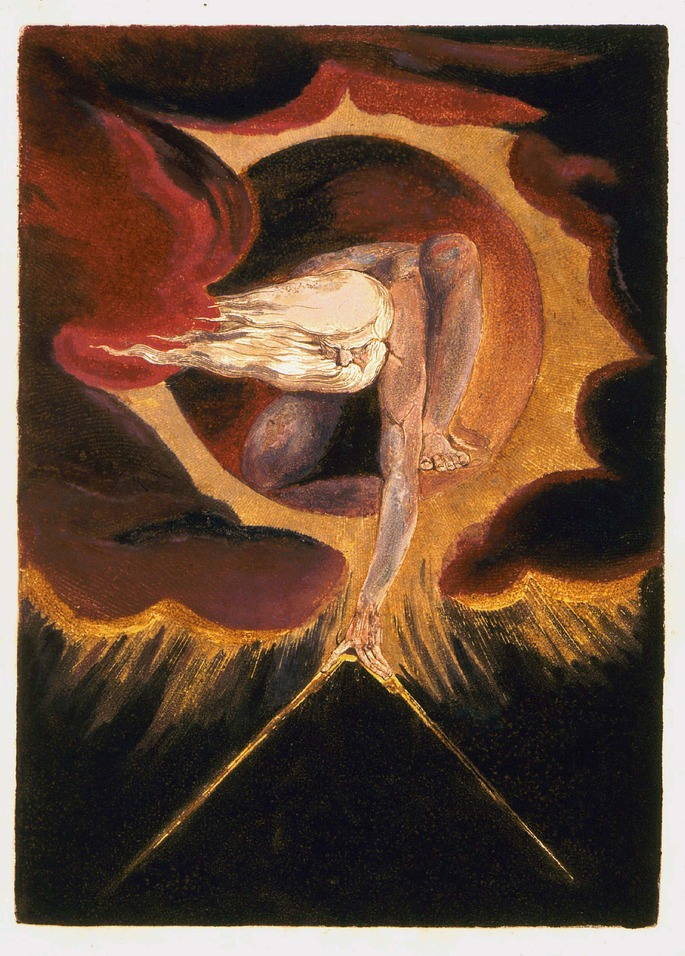
副本B，格拉斯哥大学图书馆
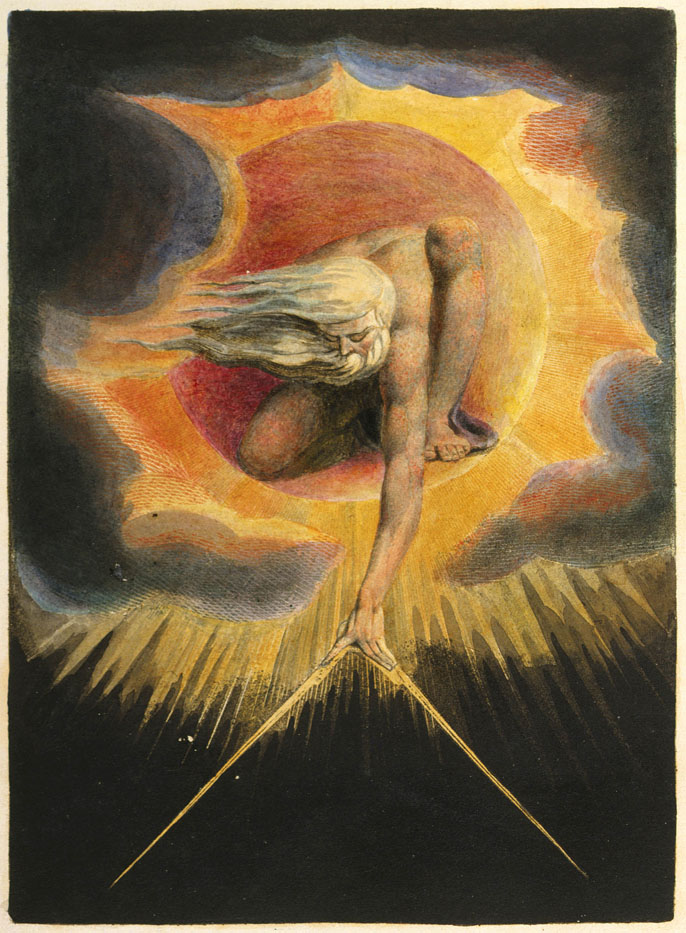
副本D，大英博物馆
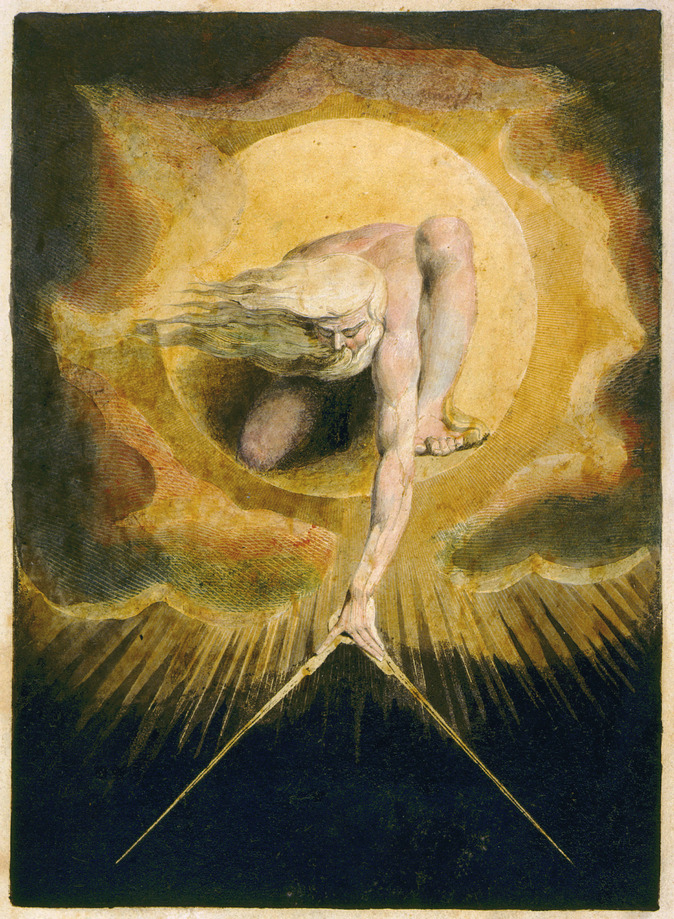
副本E，美国国会图书馆
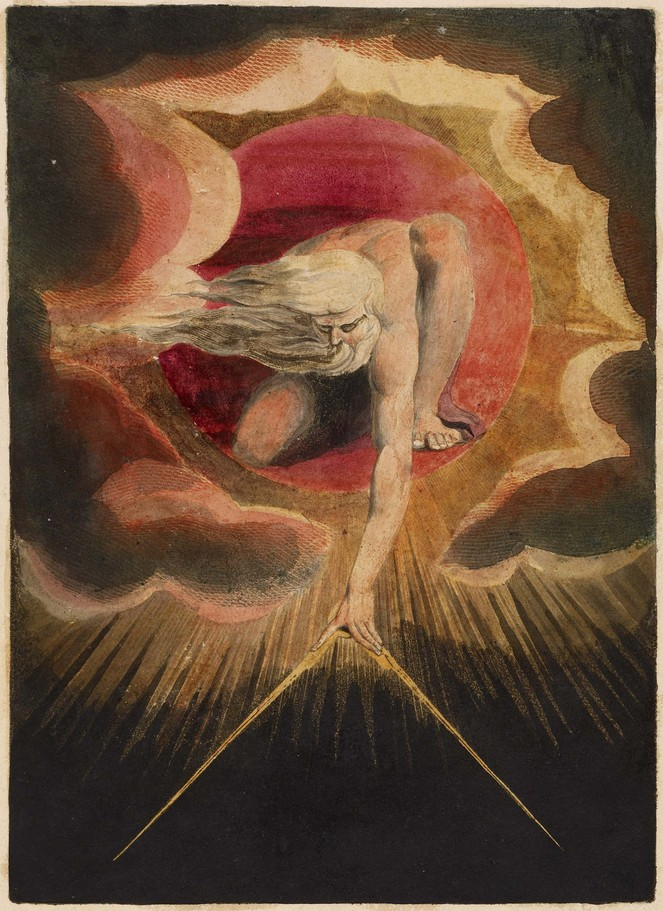
副本G，纽约摩根图书馆与博物馆
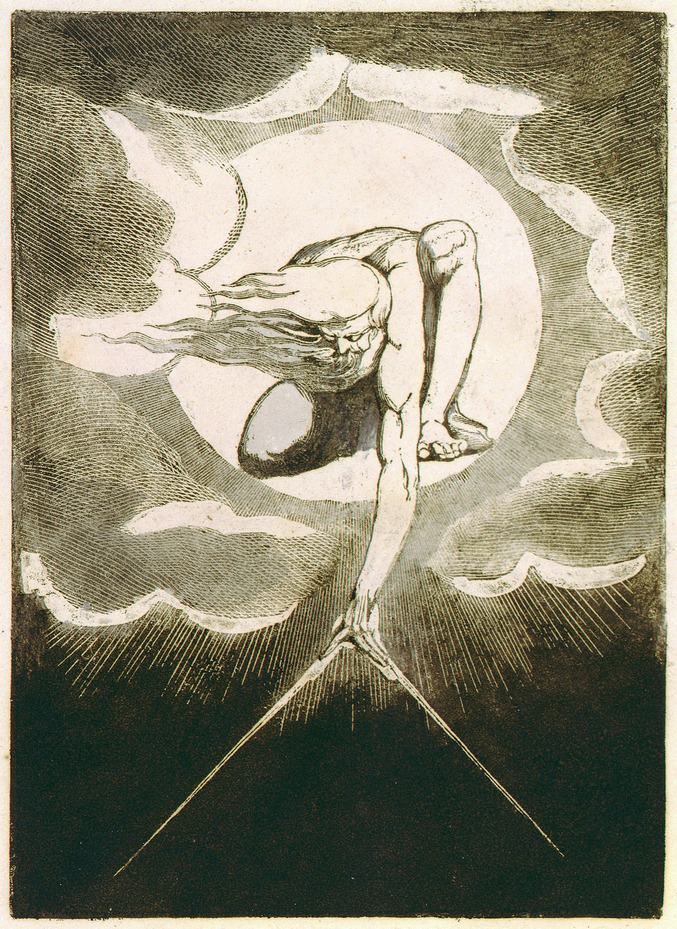
副本H，哈佛大学霍顿图书馆
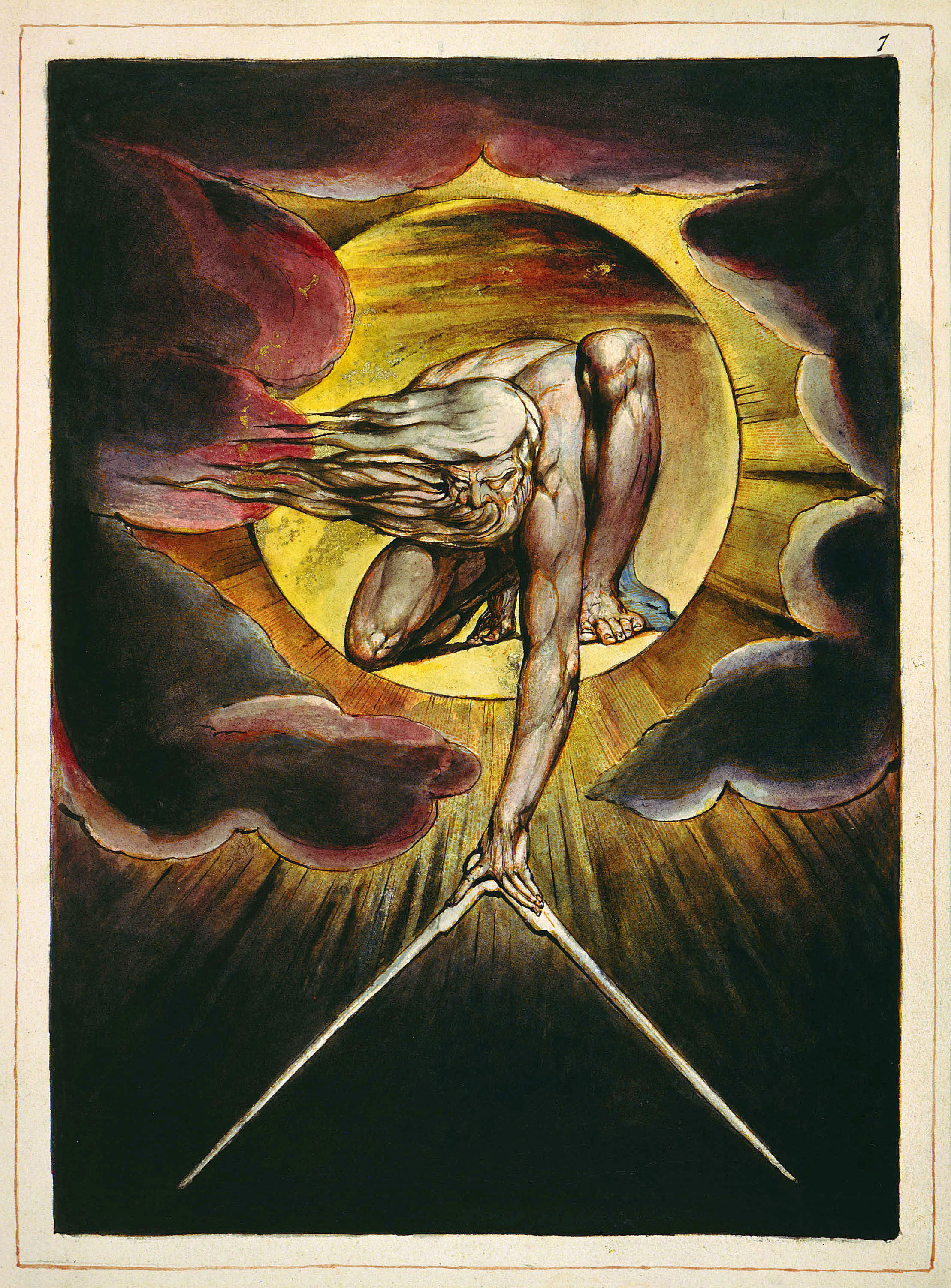
副本K，剑桥菲茨威廉博物馆